# Bobrowo (Kaliningrad, Swetly)
Bobrowo (russisch Боброво, deutsch Kobbelbude, Kreis Fischhausen/Samland) ist ein Ort in der russischen Oblast Kaliningrad. Er gehört zum Stadtkreis Swetly. Zu Bobrowo gehört auch die Ortsstelle der ehemaligen Försterei Elenskrug.

## Geographische Lage
Bobrowo liegt 24 Kilometer westlich der Oblasthauptstadt Kaliningrad (Königsberg) südwestlich der Regionalstraße 27A-016 (ex A193). Die nächste Bahnstation ist Schipowka (Bahnhof Powayen) an der Bahnstrecke Kaliningrad–Baltijsk (Königsberg–Pillau) der früheren Ostpreußischen Südbahn.

## Geschichte
Der bis 1947 Kobbelbude genannte Ort bestand im Wesentlichen aus einem Forstamt und einer Oberförsterei im Zentrum des Staatsforstes Kobbelbude, der bis nach Metgethen (russisch: Possjolok imeni Alexandra Kosmodemjanskowo) und Groß Holstein (russisch: Pregolski), beide im heutigen Zentralrajon der Stadt Kaliningrad gelegen. Der Ort Kobbelbude bestand zur Ordenszeit aus einem Gestüt mit einer Zucht für schwere Pferde für die gepanzerten Ritter. Später wurde es herzogliches und auch kurfürstliches Vorwerk und 1648 an den Gouverneur von Pillau (heute russisch: Baltijsk) verkauft. Nachdem es dann wieder in staatlichen Besitz gekommen war, diente es als Sitz des Oberförsters für den Forst Kobbelbude mit der Bludauer und Kaporner Heide sowie Waldungen bei Lochstädt (heute russisch: Pawlowo) und auf der Frischen Nehrung.
Am 1. Juli 1878 wurde der Gutsbezirk Bludau, Forst (heute russisch: Kostrowo) in „Gutsbezirk Kobbelbude, Forst“ umbenannt. Ebenso erhielt der Amtsbezirk Forstbezirk Bludau, der seit 1874 bestand und zum Landkreis Fischhausen im Regierungsbezirk Königsberg der preußischen Provinz Ostpreußen gehörte, den Namen „Amtsbezirk Kobbelbude“. Dieser wurde bereits 1884 wieder aufgelöst und in die beiden Amtsbezirke „Kobbelbude A“ und „Kobbelbude B“ umgebildet. Nach zwanzig Jahren – im Jahre 1904 – wiederum wurde der Amtsbezirk Kobbelbude A in „Amtsbezirk Zimmerbude“ umbenannt und der Amtsbezirk Kobbelbude B in „Amtsbezirk Kobbelbude“ zurückbenannt, bis auch dieser im Jahre 1929 aufgelöst wurde.
Im Jahre 1910 lebten im Ort Kobbelbude 133 Menschen. Am 1. Januar 1929 wurde der Gutsbezirk Kobbelbude geteilt und der Landgemeinde Groß Heydekrug (ab 1939 Großheidekrug, heute russisch: Wsmorje) bzw. der Landgemeinde Neuhäuser (russisch: Metschnikowo) zugeordnet.
Im Jahr 1945 kam Kobbelbude in Kriegsfolge mit dem nördlichen Ostpreußen zur Sowjetunion. Hier wurde der Ort im Jahr 1947 in „Bobrowo“ umbenannt und gleichzeitig dem Dorfsowjet Swetlowski selski Sowet im Rajon Primorsk zugeordnet. Später gelangte der Ort in den Pereslawski selski Sowet und Mitte der 1970er Jahre dann in den Wolotschajewski selski Sowet im Rajon Gurjewsk. Seit 1994 gehört Bobrowo zum Stadtkreis Swetly.

### Amtsbezirk Kobbelbude (1878–1929)
Einen „Amtsbezirk Kobbelbude“ gab es in den Jahren von 1878 bis 1929 in unterschiedlichen Formungen:
- Amtsbezirk Kobbelbude von 1878 bis 1884, bestehend aus dem Gutsbezirk Kobbelbude, Forst (vormals Gutsbezirk Bludau, Forst)
- Amtsbezirke Kobbelbude A und Kobbelbude B von 1884 bis 1904:
  - Kobbelbude A bestehend aus den Landgemeinden Zimmerbude (heute russisch: Swetly) und Peyse sowie aus den Gutsbezirken Kobbelbude, Domäne und Kobbelbude, Forst (mit den Forstbezirken Elenskrug, Kobbelbude und Neplecken (russisch: Charkowskoje, nicht mehr existent)). Am 15. November 1904 wurde der Amtsbezirk Kobbelbude A in „Amtsbezirk Zimmerbude“ umbenannt (ab 1940 „Amtsbezirk Peyse)“
  - Kobbelbude B bestehend aus dem Gutsbezirk Kobbelbude, Forst/Oberförsterei (mit den Forstbezirken Bärwalde (heute russisch: Wessjolowka) und Margen (nicht mehr existent)) und dem Gutsbezirk Viebrüderkrug (russisch: Kosmodemjanski, nicht mehr existent). Am 15. November 1904 wurde der Amtsbezirk Kobbelbude B in „Amtsbezirk Kobbelbude“ umbenannt
- Amtsbezirk Kobbelbude von 1904 bis 1929 mit den bisher zu Amtsbezirk Kobbebude B gehörenden Ortschaften, die 1929 alle in die Landgemeinde Groß Heydekrug (1939–1946 Großheidekrug, heute russisch: Wsmorje) im Amtsbezirk Kaporn (russisch: Spasskoje, nicht mehr existent) eingegliedert wurden.

## Kirche
Vor 1945 war die überwiegend Mehrheit der Kobbelbuder Bevölkerung evangelischer Konfession. Der Ort war in das Kirchspiel der Kirche in Fischhausen (heute russisch: Primorsk) eingepfarrt und gehörte zum Kirchenkreis Fischhausen in der Kirchenprovinz Ostpreußen der Kirche der Altpreußischen Union. Heute liegt Brobowo im Einzugsbereich der in den 1990er Jahren neu entstandenen evangelisch-lutherischen Gemeinde in Swetly (Zimmerbude), einer Filialgemeinde der Auferstehungskirche in Kaliningrad (Königsberg) in der Propstei Kaliningrad der Evangelisch-lutherischen Kirche Europäisches Russland.